# Università della Coruña
L'Università della Coruña (in galiziano Universidade da Coruña, in sigla UDC) è un'università pubblica spagnola, istituita con una legge del 1989 che regolamentò il sistema universitario della Galizia. L'ateneo si struttura territorialmente su diversi campus: sei alla Coruña (A Mestranza, Riazor, Elviña, A Zapateira, Bastiagueiro e Oza), uno a Oleiros e due a Ferrol (Estero e Serantes).
È l'unica università della Galizia a erogare corsi in architettura, architettura tecnica, ingegneria e disegno industriali, ingegneria navale e oceanografica, podologia, sociologia e management dell'industria della moda.

## Storia
L'Università della Coruña venne fondata con l'approvazione della Legge 11/1989, emanata il 20 luglio 1989. Nel 1992, il corpo docente approvò gli statuti e il primo programma universitario.

## Dipartimenti e scuole

### Centri alla Coruña

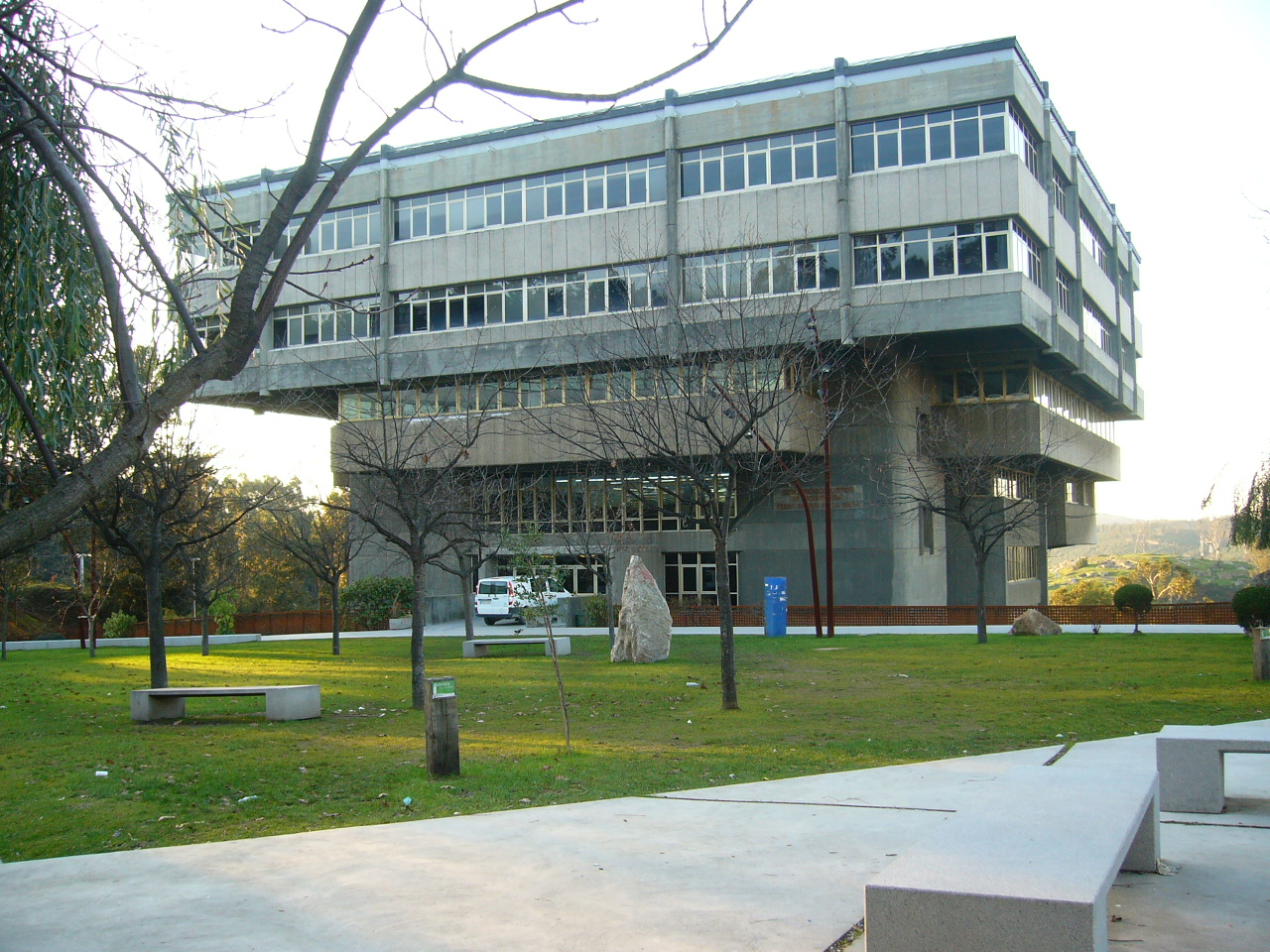
Scuola tecnica superiore di architettura della Coruña, sita nel campus di Zapateira (La Coruña).

#### Centri propri
- Escola Técnica Superior de Arquitectura (lett. "Scuola tecnica superiore d'architettura")
- Escola Universitaria de Arquitectura Técnica (lett. "Scuola universitaria d'architettura tecnica")
- Escola Técnica Superior de Náutica e Máquinas (lett. "Scuola tecnica superiore di nautica e macchinari")
- Escola Técnica Superior de Enxeñería de Camiños, Canais e Portos (lett. "Scuola tecnica superiore d'ingegneria delle strade, dei canali e dei porti")
- Facultade de Ciencias (lett. "Facoltà di scienze")
- Facultade de Ciencias da Comunicación (lett. "Facoltà di scienze della comunicazione")
- Facultade de Ciencias da Educación (lett. "Facoltà di scienze dell'educazione")
- Facultade de Ciencias da Saúde (lett. "Facoltà di scienze della salute")
- Facultade de Ciencias do Deporte e a Educación Física (lett. "Facoltà di scienze dello sport e dell'educazione fisica")
- Facultade de Dereito (lett. "Facoltà di diritto")
- Facultade de Economía e Empresa (lett. "Facoltà di economia e impresa")
- Facultade de Filoloxía (lett. "Facoltà di filologia")
- Facultade de Fisioterapia (lett. "Facoltà di fisioterapia")
- Facultade de Informática (lett. "Facoltà d'informatica")
- Facultade de Socioloxía (lett. "Facoltà di sociologia")

#### Centri affiliati
- Escola Universitaria de Relacións Laborais (lett. "Scuola universitaria dei rapporti di lavoro")
- Escola Universitaria de Enfermaría (lett. "Scuola universitaria d'infermieristica")
- Escola Universitaria de Turismo (lett. "Scuola universitaria del turismo")

#### Altri centri
- Centro Universitario de Formación e Innovación Educativa (CUFIE) (lett. "Centro universitario per la formazione e l'innovazione educativa")

### Centri a Ferrol

#### Centri propri
Campus di Esteiro
- Escola Politécnica Superior (lett. "Scuola politecnica superiore")
- Escola Universitaria de Enfermaría e Podoloxía (lett. "Scuola universitaria d'infermieristica e podologia")
- Escola Universitaria de Deseño Industrial (lett. "Scuola universitaria di disegno industriale")
- Escola Universitaria Politécnica (lett. "Scuola universitaria politecnica")
- Facultade de Ciencias do Traballo (lett. "Facoltà di scienze del lavoro")
- Facultade de Humanidades e Documentación (lett. "Facoltà di lettere e documentazione")

Campus di Serantes
- Escola Universitaria Politécnica (lett. "Scuola universitaria politecnica")

## Centri di ricerca
- Centro de Innovación Tecnolóxica en Edificación e Enxeñaría Civil (CITEEC) (lett. "Centro per l'innovazione tecnologica nell'edilizia e nell'ingegneria civile")
- Centro de Investigación de Tecnoloxías da Información e da Comunicación (CITIC) (lett. "Centro di ricerca per le tecnologie dell'informazione e della comunicazione")
- Centro de Investigacións Científicas Avanzadas (CICA) (lett. "Centro di ricerche scientifiche avanzate")
- Centro de Investigacións Tecnolóxicas (CIT) (lett. "Centro ricerche tecnologiche")
- Instituto Tecnolóxico de Matemática Industrial (ITMATI) (lett. "Istituto tecnologico di matematica industriale")

## Biblioteche
La rete di biblioteche dell'Università della Coruña consta di 16 siti dislocati tra i campus di Ferrol e della Coruña e di un centro servizi centrale ubicato presso l'edificio Xoana Capdevielle nel campus di Elviña; l'ateneo dispone anche di una biblioteca digitale. Nel 2005 è stato aperto l'Archivio dell'Università della Coruña, dove i fruitori possono trovare catalogate opere prodotte dall'università e digitalizzate.

### Campus di Ferrol
- Biblioteca da Escola Politécnica Superior (lett. "Biblioteca della scuola politecnica superiore")
- Biblioteca da Escola Universitaria Politécnica (lett. "Biblioteca della scuola universitaria politecnica")
- Biblioteca do Campus de Esteiro - Casa do Patín (lett. "Biblioteca del Campus Esteiro - Casa di Patín")

### Campus della Coruña
- Biblioteca da Escola Técnica Superior de Arquitectura (lett. "Biblioteca della scuola tecnica superiore di architettura")
- Biblioteca da Escola Técnica Superior de Enxeñaría de Camiños, Canais e Portos (lett. "Biblioteca della scuola tecnica superiore d'ingegneria delle strade, dei canali e dei porti")
- Biblioteca da Escola Técnica Superior de Náutica e Máquinas (lett. "Biblioteca della scuola tecnica superiore di nautica e macchinari")
- Biblioteca da Escola Universitaria de Arquitectura Técnica (lett. "Biblioteca della scuola universitaria d'architettura tecnica")
- Biblioteca da Facultade de Ciencias (lett. "Biblioteca della facoltà di scienze")
- Biblioteca da Facultade de Ciencias da Educación (lett. "Biblioteca della facoltà di scienze della formazione")
- Biblioteca da Facultade de Ciencias da Saúde (lett. "Biblioteca della facoltà di scienze della salute")
- Biblioteca da Facultade de Ciencias do Deporte e Educación Física (lett. "Biblioteca della facoltà di scienze dello sport e dell'educazione fisica")
- Biblioteca da Facultade de Dereito (lett. "Biblioteca della facoltà di diritto")
- Biblioteca da Facultade de Economía e Empresa (lett. "Biblioteca della facoltà di economia e impresa")
- Biblioteca da Facultade de Filoloxía (lett. "Biblioteca della facoltà di filologia")
- Biblioteca da Facultade de Informática (lett. "Biblioteca della facoltà d'informatica")
- Biblioteca da Facultade de Socioloxía e Ciencias da Comunicación (lett. "Biblioteca della facoltà di sociologia e scienze della comunicazione")

## Demografia studentesca
Sin dalla fondazione, l'università ha ospitato di anno in anno circa ventimila studenti nei suoi campus e centri affiliati, raggiungendo il numero massimo d'iscritti all'inizio degli anni 2000. Dagli anni 2010 si è registrato un calo di presenze. La popolazione studentesca si è evoluta come riportato di seguito nel grafico.
Grafico
Popolazione studentesca della UDC

## Galleria d'immagini

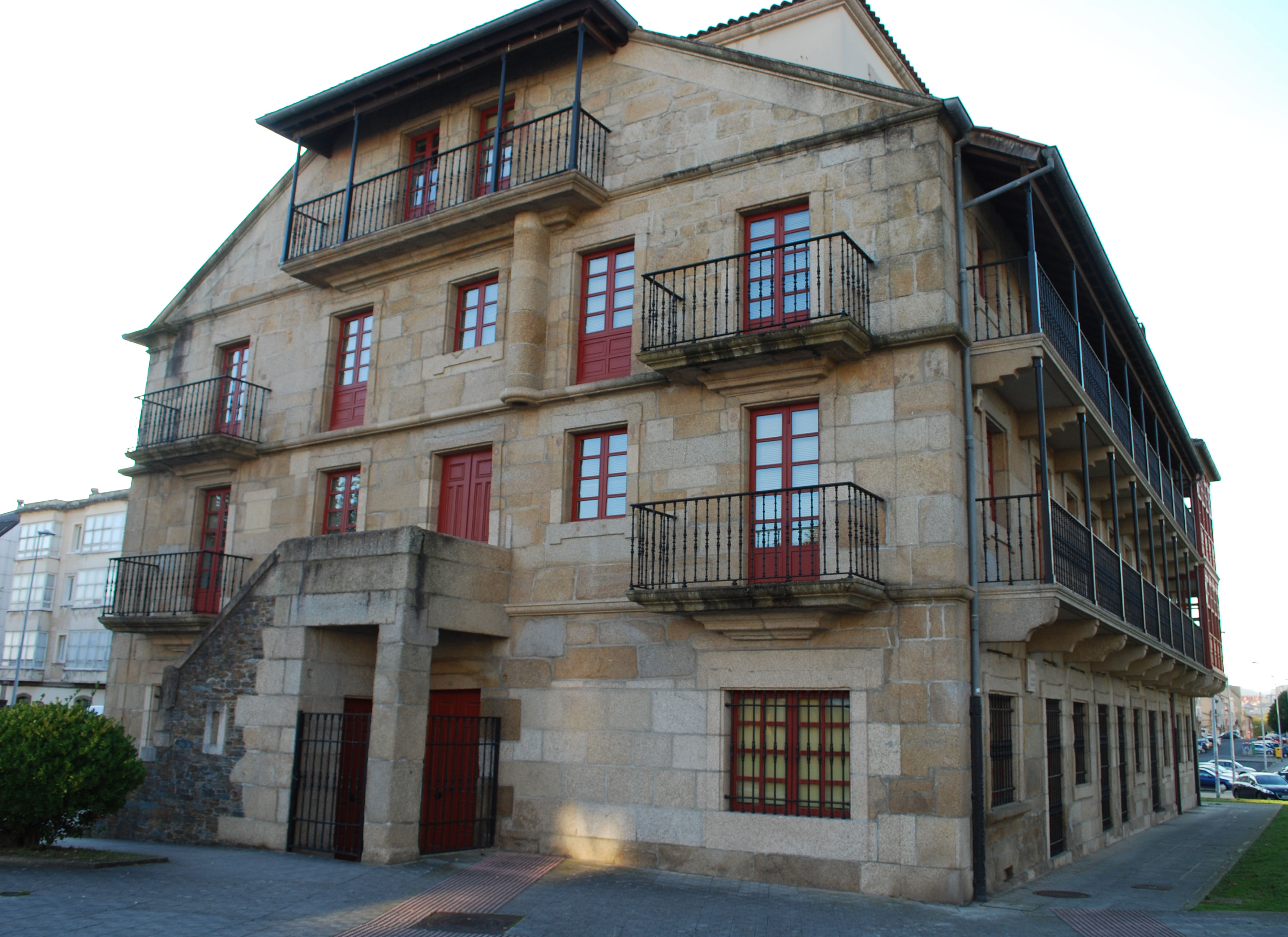
Biblioteca Casa do Patín, Campus di Esteiro